# Przemysław Tytoń
Przemysław Tytoń ([pʂɛˈmɨswaf ˈtɨtɔɲ]; 4 de gener de 1987 a Zamość) és un futbolista professional polonès que actualment juga de porter pel FC Twente. És internacional amb la selecció polonesa.

## Palmarès
PSV
- KNVB Cup: 2011–12
- Johan Cruyff Shield: 2012

Ajax
- Eredivisie: 2021–22